# Ca' Faccanon
Ca' Faccanon (o Palazzo Giustinian Faccanon) è un palazzo di Venezia, ubicato nel sestiere di San Marco.
Edificata in stile gotico, fu di proprietà della famiglia Giustinian, nella persona di Ascanio Giustinian (XVII secolo), figlio di Girolamo procuratore di San Marco. Venne utilizzata come ufficio postale e sede del giornale Il Gazzettino fino al 1977.
Attualmente è sede dell'ufficio postale di Venezia centro.